# Oliver (bélandre)
Pour les articles homonymes, voir Oliver.
 (juillet 2019).
L' Oliver est une bélandre, un navire destiné classiquement à la navigation côtière. Il a cependant réalisé deux voyages transatlantiques - l'un en 1735 (arrivée à Charleston, Caroline du Sud, puis à Philadelphie, Pennsylvanie) et l'autre en 1738 - avant de faire naufrage en 1739 à Lynnhaven Bay (Virginie).

## Le voyage de 1735

### Affrètement par les autorités bernoises
L'affrètement de l'Oliver par les autorités du canton de Berne, et plus précisément par celles du district de Schwarzenburg, est très documenté en archives suisses grâce aux travaux de Paul Hostettler sur ses ancêtres anabaptistes.
Le contexte historique général se caractérise par un fort développement de l'anabaptisme dans le canton de Berne, et par des efforts permanents des autorités bernoises pour se débarrasser de leurs anabaptistes.
Ainsi au début du XVIIIe siècle, les autorités bernoises sont à l'origine de nombreuses expulsions forcées. Ces expulsions se retrouvent entravées par l'intervention des Hollandais. En effet, en Hollande, les anabaptistes, et plus particulièrement les mennonites, font partie du paysage religieux officiel et ont les moyens de s'opposer à la déportation forcée de leurs coreligionnaires de Suisse. Or, l'accord de ces autorités est nécessaire puisque les voyageurs suisses gagnent la côte en descendant le Rhin, ce qui suppose un départ de Rotterdam, plus rarement d'Amsterdam.
L'affrètement de l'Oliver est marqué par une grande ambigüité politique : les autorités du district de Schwarzenburg ne déportent pas réellement leurs anabaptistes mais usent de propagande et de persécutions pour les pousser à partir vers les colonies américaines. C'est ainsi que de nombreux volontaires s'engagent pour voyager vers la Pennsylvanie, état de plus en plus perçu comme une terre tolérante.
Ces volontaires embarquent sur une bélandre pour la traversée de l'Atlantique. C'est donc un voyage particulièrement risqué, voire un voyage vers un monde meilleur dans tous les sens du terme, que les autorités bernoises, volontairement ou non, organisent pour leurs dissidents.
Le navire se rend d'abord dans le port anglais de Cowes pour y accomplir les formalités légales obligatoires avant d'immigrer dans une colonie anglaise. La suite est plus mystérieuse, car le navire accoste dans un premier temps, non pas à Philadelphie en Pennsylvanie, destination recherchée par tous les dissidents religieux, mais à Charleston en Caroline du Sud. Aucune liste de passagers n'est disponible pour cette première partie du voyage. Cela empêche d'avoir des certitudes absolues quant aux explications qu'appellent différents mystères, mais il est quand même possible d'en faire une reconstitution raisonnablement vraisemblable.
L'arrivée à Charleston de l'Oliver est relatée par la South Carolina Gazette en des termes qui suscitent des interrogations, à savoir :

« Dimanche dernier est arrivé le capitaine Robert Robinson, mentionné dans notre dernière (édition), avec 200 Palatins, la plupart d'entre eux pauvres, qui devront se vendre, eux-mêmes et leurs enfants, pour payer leur passage (six pistoles d'or par tête) ; transaction qui doit être faite dans un délai de quinze jours à compter de l'arrivée, selon l'accord qu'ils ont passé avec le capitaine ; ou alors il leur faudra payer une pistole de plus par tête  pour être emmenés à Philadelphie. La plupart sont fermiers, certains sont marchands.
Environ 220 parmi les Suisses, qui ont payé leur passage, vont se rendre à Edisto pour y établir une implantation. Le gouvernement les défraie de leur voyage, leur fournit des provisions pour un an et leur donne 50 arpents de terre par tête. Ils sont exempts de toutes charges pendant dix ans. La quantité de blé achetée pour eux a fait monter les prix à 20 shillings contre quinze la semaine dernière. »

Sans qu'il soit possible de l'affirmer catégoriquement, il n'y a en principe sur l'Oliver, qu'un seul groupe de personnes, mais présenté différemment. Le journaliste aura recueilli deux points de vue et les aura juxtaposés sans choisir. « On » aura présenté les passagers, probablement pas de façon désintéressée, comme redevables du prix du passage. Cette revendication de paiement aura été contestée et le journaliste aura entendu les deux sons de cloche, mais c'est bien du même groupe de personnes dont il parle.
Cette analyse de la situation à bord s'appuie d'abord sur le fait que, si l'on additionne 200 et 220 « environ », cela fait 420 personnes « environ », ce qui est beaucoup trop pour une simple bélandre, même chargée à ras bord. Un autre argument tient au fait que certains passagers ont été identifiés par leurs descendants et que, parmi les travaux généalogiques rencontrés jusqu'ici,  aucun ne trouve une autre origine que Suisse pour un ancêtre arrivé en 1735 sur l'Oliver.
De plus, si l'on prend au pied de la lettre un des paragraphes de l'article, ce sont les « pauvres Palatins », et non les Suisses ayant payé leur passage, qui sont susceptibles d'être conduits à Philadelphie pour une pistole de plus. Or, quand la liste des passagers ayant quitté Charleston pour Philadelphie sera dressée par le nouveau capitaine Samuel Merchant, celui-ci les qualifiera de Switzers ; Suisses, donc, et non Palatins. Le capitaine Merchant est une personne fiable au moins dans ses écritures. Il sera l'année suivante capitaine de la Princess Augusta ; il établira à cette occasion une liste de passagers avec indication des âges, qui servit beaucoup aux généalogistes ; noms et âges s'avèrent exacts chaque fois qu'il fut possible de procéder à des recoupements avec les registres paroissiaux. Il mérite confiance sur les questions d'état-civil, et il affirme convoyer des Suisses.
Un autre document encore vient démentir l'idée que les personnes qui ont poursuivi sur Philadelphie aient été incapables de payer leur passage : il s'agit d'une annonce parue dans la Pennsylvania Gazette du 19 avril 1739 ; dans cette annonce, Benjamin Shoemaker rappelle leur dette à ceux dont il a avancé le prix du passage ; il cite le nom de plusieurs navires, parmi lesquels l'Oliver ne figure pas ; cette absence est cohérente avec le fait que les autorités bernoises ont organisé le voyage et recueilli les paiements par avance.
Il est donc permis de considérer avec un degré raisonnable de certitude que le groupe des « pauvres Palatins » et celui des « Suisses qui ont payé leur voyage » se confondent en réalité.
Il semblerait pourtant que le capitaine Robinson cherche à faire payer une seconde fois le passage, ce qui implique, les voyageurs n'ayant en général plus d'argent, qu'ils se vendent, eux et leurs enfants, à un acheteur qui paiera pour eux. Il s'agit d'un système bien connu dans l'Amérique d'alors, une sorte de servitude temporaire appelée indenture.
Le 4 août 1735, la situation sur l' Oliver est la suivante : il est à quai depuis au moins le 20 juillet, date de son dédouanement, et il a ses passagers à bord, selon la coutume du temps qui voulait qu'on interdise la descente à terre d'un passager jusqu'à ce qu'il ait payé son passage (ou l'ait fait payer par son futur maître en cas d'indenture).

### La mort mystérieuse du capitaine Robinson
La mort du capitaine Robinson est relatée en ces termes par la South Carolina Gazette :

« Lundi dernier, à la nuit, le Capitaine Robert Robinson, Maître du bélandre appelé l' Oliver, se leva et fut vu par un des passagers alors qu'il allait à l'avant du bateau ; depuis, on n'en a plus eu de nouvelles, mais, le matin, il était manquant ; on suppose qu'il est passé par-dessus bord. Un sloop remontant la rivière vendredi dernier a vu des requins faire remonter un homme de l'eau et le déchirer en pièces ; cet homme portait une robe de chambre à motifs écossais, ce qui confirme la supposition [que le mort est bien Robert Robinson] car il portait un tel vêtement cette nuit-là. »

— (Édition du samedi 9 aout 1735 ; l'expression « lundi dernier » se réfère donc au lundi 4 août).
Un point à souligner est que l'arrivée de l’Oliver en douane, signalée dans l'édition du 26 juillet, avait eu lieu le 20 juillet. Le navire est donc à quai depuis quinze jours au moment de la noyade de son capitaine.

### Poursuite du voyages vers la Pennsylvanie
Le capitaine Robinson est remplacé par Samuel Merchant ; le navire poursuit sa route vers la Pennsylvanie avec 45 de ses passagers d'origine ; il arrive à Philadelphie le 26 aout 1735, ce qui donne l'occasion d'établir la seule liste de passagers qui soit actuellement disponible. Le groupe est décrit comme suit par le capitaine Merchant :

« Switzers, late inhabitants of the Canton of Bern, in Switzerland, imported in the ship Billander Oliver, Samuel Merchant, Master, from South Carolina. - Eighteen men, eighteen women, six boys and three girls - in all 45. »

La description du capitaine Merchand (un groupe homogène de Suisses, anciens habitants du canton de Berne) est totalement cohérente avec les archives suisses mentionnées plus haut, archives qui relatent l'organisation du voyage pas les autorités du district de Schwarzenburg dans le canton de Berne.
Il n'est pas question de Palatins.

## Le naufrage de 1739
L' Oliver quitte Rotterdam le 22 juin 1738. Premier arrêt à Cowes, très classiquement.
Premier incident : le capitaine William Walker se rend compte que le bateau est surchargé. Retour à Rotterdam. William Walker démissionne, il est remplacé par le capitaine Wright. Second départ pour Cowes, où l' Oliver reste six semaines.
L'état de la mer oblige à se réfugier à Plymouth, que l'on quitte début septembre. Deux mois et demi pour n'être arrivé qu'en Angleterre... la traversée de l'Atlantique n'a pas commencé, et la mauvaise saison arrive. Six semaines de bon vent, mais ensuite, dix semaines de tempêtes. Le mât est brisé et le capitaine tué.
L' Oliver arrive en vue des côtes de Virginie, à Lynnhaven Bay, le 3 janvier 1739, six mois après avoir quitté Rotterdam. Deux heures suffiraient peut-être pour gagner le port de Hampton, à l'embouchure du James River. Mais les passagers, qui souffrent de la faim et de la soif, exigent pistolets en main, que l'on débarque sur une île pour y chercher de l'eau et des provisions. Le nouveau capitaine s'exécute avec quelques passagers. Peine perdue : l'île est déserte. 
Le vent s'est levé et le bateau a été jeté à la côte ; entre quarante et cinquante personnes sont prisonnières des eaux entre les ponts et se noient ; les autres sont secourues et ramenées à terre par deux navires qui passent dans les parages. Soixante-dix personnes meurent encore de froid. D'après la Virginia Gazette, il y a quatre-vingt-dix survivants, dont l'un fera le récit du voyage.